# سامي الجزائري
سامي الجزائري (6 سبتمبر 1945 في تيزي وزو - 7 أبريل 1987 بالقرب من الجزائر العاصمة) اسمه الحقيقي علي كانوني. كان مغنياً جزائرياًً.
ولد في ناث بويحيا عرش أث دوالا في مدينة تيزي وزو. تميز بأدائه لكل الطبوع منها الشعبي، العصري، القبائلي، الحوزي، الشرقي وقد تعامل كثيرا في مشواره مع المغني الجزائري الراحل محبوباتي. اشتهر في الجزائر بأغنتيه يا بنات الجزائر التي ما زالت تُبث في الإذاعات الجزائرية حتى اليوم، علاوة على بعض الأغاني القبائيلية مثل «أيا حداد الفضة» و «وردية».
توفي سامي الجزائري في أبريل عام 1987 إثر حادث مرور بسيارته في طريق بلدية بئر توتة.

## سيرة
سامي الجزائري واسمه الحقيقي علي كانوني هو مغني جزائري ولد في 6 سبتمبر 1945 بتيزي وزو. أصله من بني دوالة. يعد من أعظم مفسري الأغنية الجزائرية الحديثة. وبالإضافة إلى صوته الاستثنائي، كان يتمتع ببنية النجم الشاب. يغني بلغتين: العربية الجزائرية والقبايل (لغة أمازيغية).
وتميز بقدرته على غناء جميع أنماط الموسيقى من الستينيات إلى الثمانينيات، بما في ذلك الموسيقى الشعبية والحديثة والقبيلية والحوزية والغربية. تدور موضوعات أغانيه بشكل أساسي حول الحب وجراحه. تعاون بشكل مكثف مع كاتب الأغاني الجزائري محبوب باتي.
وهو معروف جدًا في الجزائر، خاصة بفضل أغانيه مثل "راحلة"، و"كريت الحب في عينك"، و"يا راضية" وخاصة "يا بنات الجزائر" المخصصة للمرأة الجزائرية. تبث هذه الأغنية كل سنة خلال "يوم المرأة" في الجزائر. كما تميز في بعض الأغاني القبايلية مثل آية حد الفضة والوردية. وقد حظيت أغانيه بحماسة شعبية حقيقية، وظلت على موجات الإذاعة الجزائرية لفترة طويلة.
توفي سامي الجزائري في 3 أبريل 1987 إثر حادث سيارة ببيرتوتة، تاركا ذكريات لا تنضب في أذهان عشاق الموسيقى الجزائرية.